# Hyperolius puncticulatus
Hyperolius puncticulatus is een kikker uit de familie rietkikkers (Hyperoliidae). De soort werd voor het eerst wetenschappelijk beschreven door Pfeffer in 1893. Oorspronkelijk werd de wetenschappelijke naam Rappia puncticulata gebruikt. De soort moet niet verward worden met Hyperolius punctulatus die een sterk gelijkende naam heeft.

## Uiterlijke kenmerken
Mannetjes worden ongeveer 3 centimeter lang, vrouwtjes ongeveer 3,5 cm. De soort is eenvoudig te herkennen aan de rode tot oranjegele basiskleur, en de brede, zwartomzoomde V-vormige vlek met de 'poten' van de V over de ogen en de punt op de snuit. Ook andere soorten hebben een dergelijke vlek, zoals Hyperolius argus. De vlek loopt bij deze laatste soort door tot de flanken tot vlak achter de ogen. De kleur van de vlek varieert en kan groen, geel of wit zijn. In de paartijd is de kwaakblaas gekleurd, echter niet altijd.

## Verspreiding en habitat
De soort komt voor in delen van Afrika en leeft endemisch in Tanzania. De habitat bestaat uit dichtbegroeide streken met houtige struiken of in dichte bossen in vochtige omgevingen.

## Levenswijze
In de paartijd maken de mannetjes een enorm kabaal ondanks de vrij kleine kwaakblaas. De soort is nachtactief en schuilt overdag in struiken tegen bladeren. Het voedsel bestaat uit kleine prooien zoals insecten.